# بحيرة بيليا
بحيرة بيليا (بالرومانية: بحيرة بيليا) هي بحيرة شبه مثلجة تقع على أرتفاع 2,034 م في جبال فاغراش، في وسط رومانيا، مقاطعة سيبيو. ويمكن الوصول إلى البحيرة بواسطة السيارة من خلال ترانسفاغراشان أو عن طريق التلفريك.
في عام 2006، تم بناء أول فندق الجليد في أوروبا الشرقية.

## معرض صور

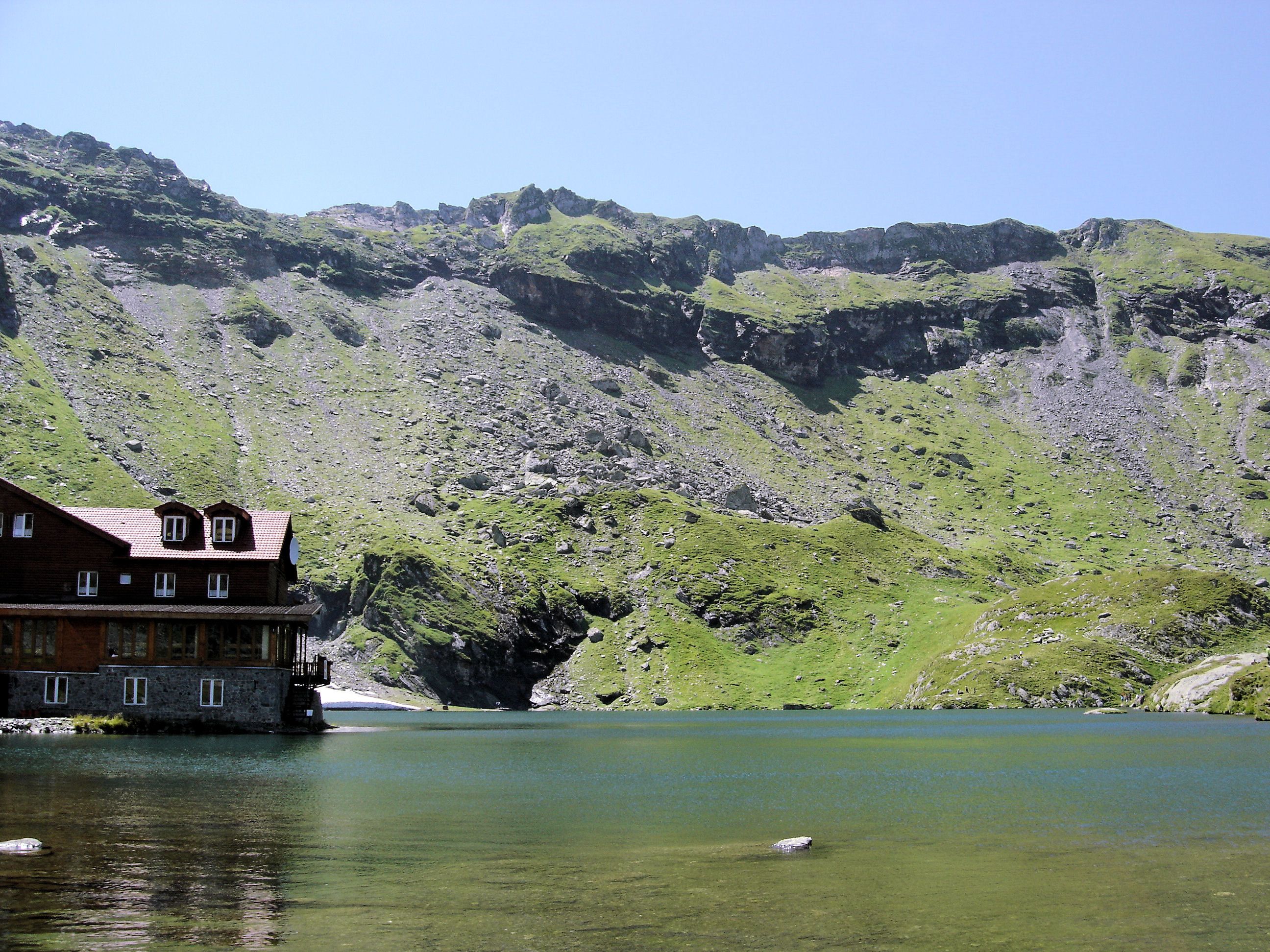
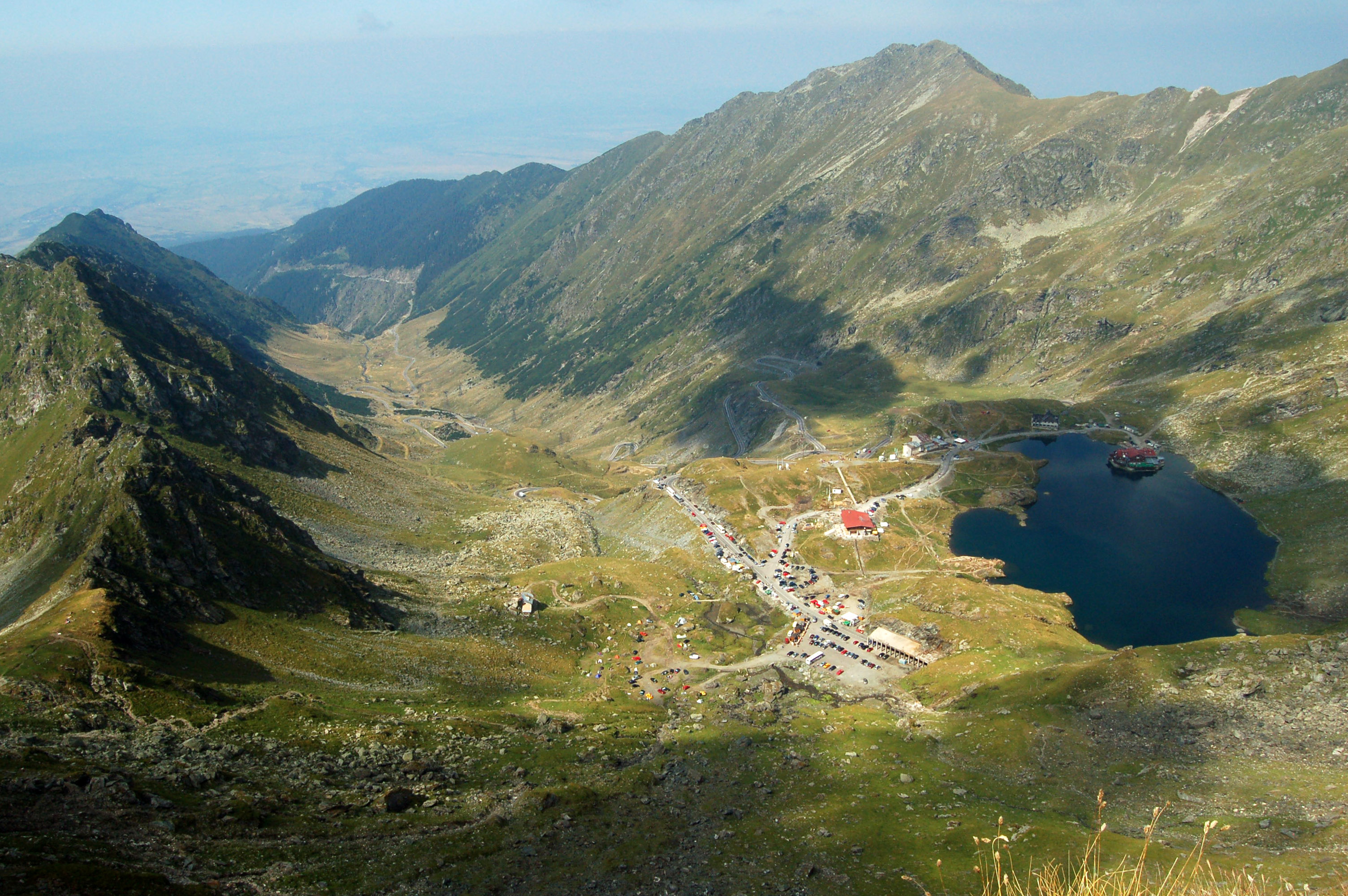
طريق ترانسفاغراشان
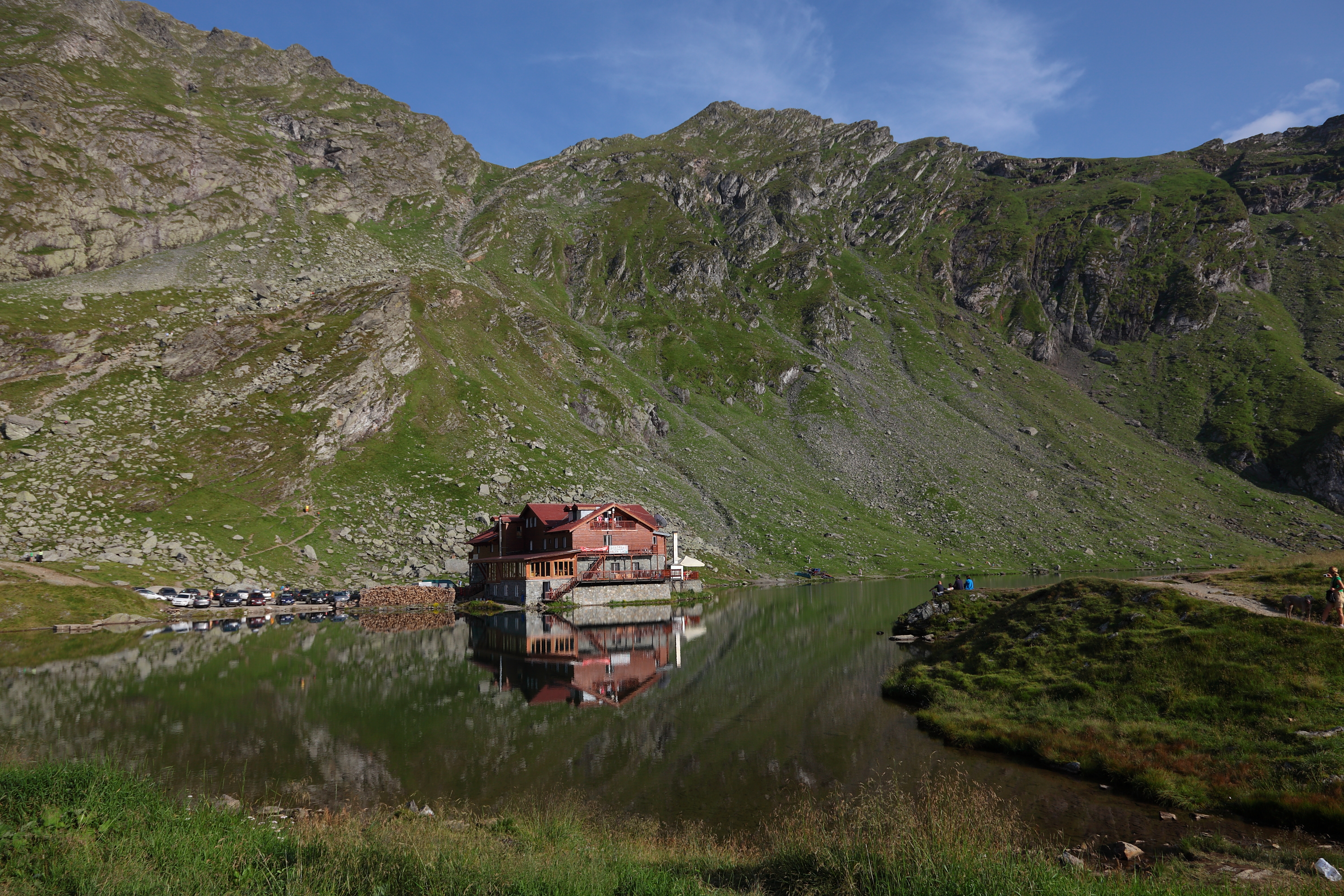
بحيرة بيليا وشاليه
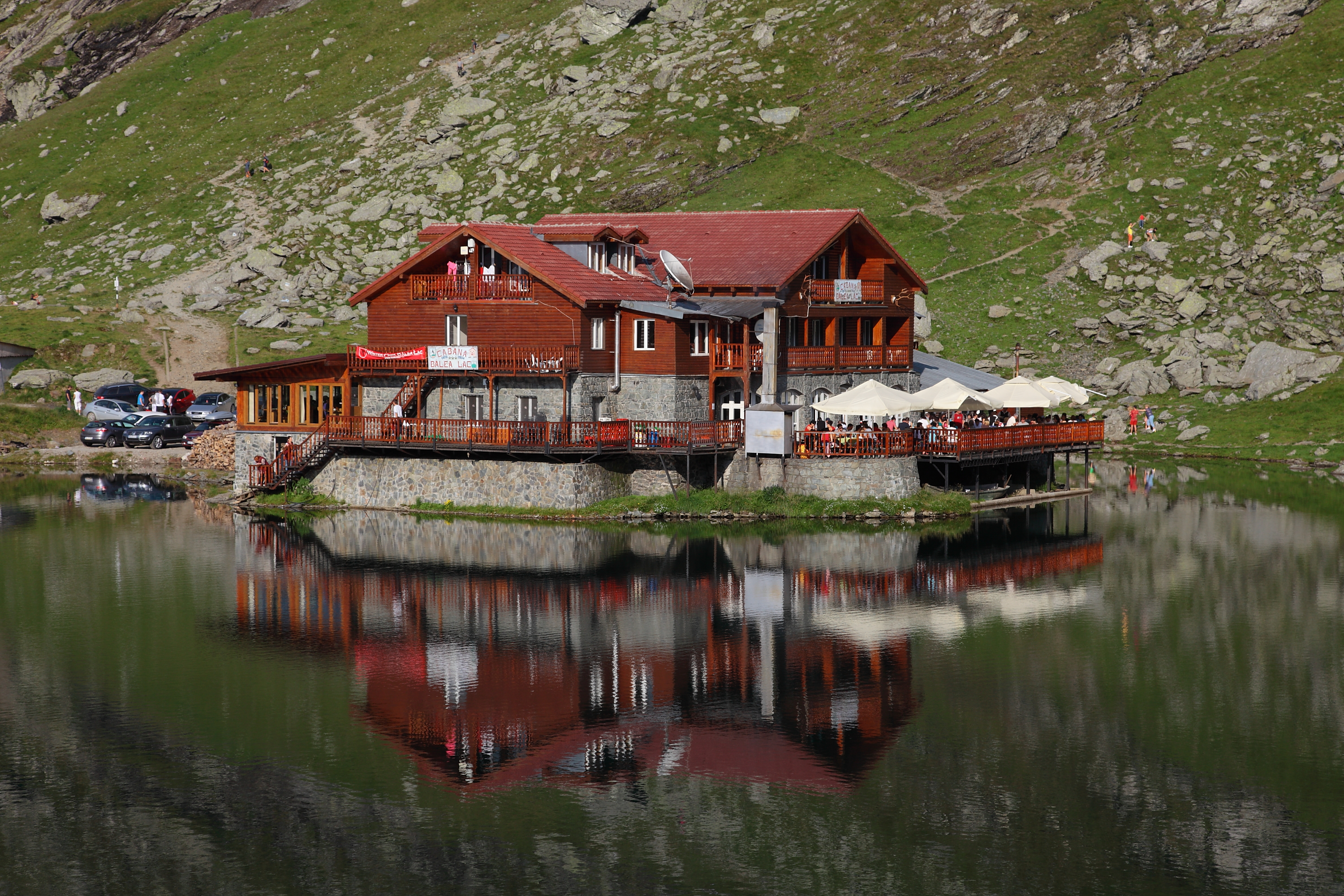
شاليه بيليا